# José Bernardo Alcedo
José Bernardo Alcedo (n. 1788 Lima - d. 28 decembrie 1878  Lima) a fost un compozitor peruan.

## Lucrări
- "Somos libres, seámoslo siempre", imnul național al Perului
- "Himno al 2 de mayo", marș
- Miserere (1872)
- Misa en Re mayor
- Misa en Mi bemol
- Misa en Fa mayor
- "Canción para la Batalla de Ayacucho"
- "Pasión para el Domingo de Ramos"
- "Pasión para el Viernes Santo"
- La Araucana, uvertură pentru orchestră militară
- "La Chicha", "La Cora" and "La Pola", cântece populare